# Potes
|  | Per a altres significats, vegeu «pota». |

Potes és un municipi de la Comunitat Autònoma de Cantàbria. Està situat al centre de la comarca de Liébana de la que és capital. Limita al nord amb Cillorigo de Liébana, a l'oest amb Camaleño, al sud amb Vega de Liébana i a l'est amb Cabezón de Liébana. A Potes s'uneixen el riu Deva i el riu Quiviesa. La ciutat té un aire medieval amb cases de pedra i de fusta.

## Història
La ciutat s'esmenta per primer cop al segle ix. Va estar vinculada primer als senyors del Orejón de la Lama, després als marquesos de Santillana i després als ducs del Infantado. Fou peça clau en les lluites pel domini de la comarca. Edifici característic és la Torre del Infantado, on avui dia hi ha l'oficina de turisme i sala d'exposicions, i que abans fou l'Ajuntament i més enrere una presó. El mercat local se celebra des del segle xiii.

## Descripció
La ciutat es caracteritza per tenir cinc ponts dels quals els principals són el de Sant Gaietà i el de la Presó sobre el riu Quiviesva abans d'unir-se al riu Deva; en aquest hi un pont abans de la unió (a l'església vella de Sant Vicenç), i un altre ja unit al convent de Sant Raimon. El pont més modern pel que passa la carretera està entre els de Sant Gaietà i de la Presó. Hi ha diverses cases senyorials (blasonades) com la casa on va néixer el violinista Jesús de Monasterio. Edificis notables són el convent de Sant Raimon, el quarter de la Guàrdia Civil, la Torre dels Linares. El tradicional barri de la Solana i el barri del Sol formen el nord-est de la ciutat. Hi ha dues esglésies al municipi de les quals és interessant la Vella de Sant Vicenç del segle xiv; la nova de Sant Vicenç té uns retaules barrocs notables. A una antiga església gòtica fora d'ús hi ha ara el Centre d'Estudis Lebaniegos amb exposicions culturals, i enfront del parc dedicat a Jesús de Monasterio. A uns 3 km del centre de la ciutat hi ha el notable monestir de Sant Toribi de Lièbana, un dels quatre únics llocs del món que té un any jubilar (junt amb Roma, Jerusalem i Santiago de Compostel·la).

## Festes
La Festa de l'Orujo se celebra cada any al segon cap de setmana de novembre. La processó de Santuca el 2 de maig va des del poble al monestir de Sant Toribi. La romeria de la Verge de Valmayor (amb processó el dia abans) i les festes de la Creu (festa patronal) que se celebra el 14 de setembre completen les festes locals. En el camp esportiu hi ha una pujada a peu al "Desfiladero" el darrer diumenge de setembre.

## Demografia
| 1900  | 1910  | 1920  | 1930  | 1940  | 1950  | 1960  | 1970  | 1980  | 1990  | 2000  | 2007  |
| ----- | ----- | ----- | ----- | ----- | ----- | ----- | ----- | ----- | ----- | ----- | ----- |
| 1.241 | 1.336 | 1.139 | 1.208 | 1.239 | 1.434 | 1.364 | 1.206 | 1.444 | 1.475 | 1.573 | 1.500 |

Font: INE

## Administració
| Eleccions municipals, 25 de maig de 2003 |      |        |          |
| Partit                                   | Vots | %      | Regidors |
| PP                                       | 573  | 54,83% | 5        |
| PSOE                                     | 234  | 22,39% | 2        |
| PRC                                      | 226  | 21,63% | 2        |

| Eleccions municipals, 27 de maig de 2007 |      |        |          |
| Partit                                   | Vots | %      | Regidors |
| PP                                       | 531  | 54,63% | 5        |
| PRC                                      | 230  | 23,66% | 2        |
| PSOE                                     | 185  | 19,03% | 2        |

## Personatges il·lustres
- Ángel Juan Fernández Ayala, Juanín, guerriller antifranquista.
- Jesús de Monasterio, violinista
- Gonzalo del Castillo Alonso, catedràtic de dret a la Universitat de Barcelona